# Pat Light
Patrick James Light (né le 29 mars 1991 à Colts Neck, New Jersey, États-Unis) est un lanceur de relève droitier de la Ligue majeure de baseball.

## Carrière
Pat Light est d'abord repêché par les Twins du Minnesota au 28e tour de sélection en 2009. Après avoir ignoré l'offre et rejoint les Hawks de l'université Monmouth, il est le 37e athlète sélectionné au total lors du repêchage amateur de 2012 et est l'un des choix de première ronde des Red Sox de Boston. Il accepte un premier contrat professionnel assorti d'une prime à la signature d'un million de dollars. Light est un choix de repêchage que les Red Sox obtiennent en compensation de la perte sur le marché des agents libres de leur ancien stoppeur étoile, Jonathan Papelbon, parti pour Philadelphie après la saison 2011. Light attire les suppositions sur un possible avenir de stoppeur des Red Sox, en raison de sa balle rapide chronométrée à 164 km/h dans les ligues mineures.
Pat Light fait ses débuts dans le baseball majeur avec les Red Sox de Boston le 26 avril 2016. Il ne joue que deux matchs pour les Red Sox, accordant 8 points, dont 7 mérités, en deux manches et deux tiers lancées. Le 1er août 2016, Boston l'échange aux Twins du Minnesota contre le lanceur de relève gaucher Fernando Abad. Light accorde 14 points mérités en 14 manches lancées lors de 15 sorties pour les Twins, complétant sa saison 2016 avec une moyenne de points mérités de 11,34 dans les majeures.
Le 9 février 2017, Minnesota échange Light aux Pirates de Pittsburgh contre une somme d'argent ou un joueur à être nommé plus tard. Il commence la saison 2017 avec les Indians d'Indianapolis, principal club-école des Pirates, et, sans jouer pour Pittsburgh, est réclamé au ballottage par les Mariners de Seattle le 17 juin 2017.